# صومعه هاندابرتی
صومعه هانداربرتی (ارمنی: Հանդաբերդի վանք; [] Error: {{Lang-xx}}: فاقد متن (راهنما)) یک صومعه حواری ارمنی واقع در روستای کناراوان در استان شاهومیان، جمهوری آرتساخ می‌باشد. ساخت و ساز این ساختمان در سده ۱۳ام میلادی؛ در دوره ارمنستان زاکاری به پایان رسید. این بنا به سبک معماری ارمنی طراحی شده‌است.